# Ovidiu Horșia
Ovidiu Horșia (Târgu Mureș, 30 ottobre 2000) è un calciatore rumeno, centrocampista dell'Unirea Ungheni.

## Caratteristiche tecniche
È un esterno destro.

## Carriera
Cresciuto nel settore giovanile del FCSB, nel 2018 è stato ceduto in prestito all'Acad. Clinceni, con cui ha debuttato in occasione dell'incontro di Liga II perso 2-1 contro il Mioveni.
Rientrato alla base al termine della stagione, è stato nuovamente ceduto in prestito, questa volta al FC Politehnica Iași.